# Trängslet
Trängslet (älvdalska Traingsleð) är ett kraftverk i Österdalälven i Älvdalens kommun i Dalarnas län. Kraftverket byggdes 1955–1960 för Stora Kopparbergs Bergslags AB för att klara det ökade elbehovet i bolagets sågverk, massafabriker och smältverk. Företagets krafttillgångar har sålts till den finska energikoncernen Fortum som numera är den tredje största elproducenten i Sverige.
Trängsletsjön eller Trängseldammen är ett regleringsmagasin för att kraftverken nedströms ska få en jämn vattentillrinning, vattennivån kan skilja så mycket som 35 meter mellan högsta och lägsta nivå vilket kan ge upphov till stora torrlagda områden. Kraftverket har Sveriges högsta damm med en höjd på 125 meter och fallhöjden är 142 meter, de övriga 17 meterna nyttjas i en sprängd tunnel på 4,3 kilometer. Kraftverket har även en av de till volymen största dammarna (vid sidan av Messaure), volymen uppgår till cirka 7,2 miljoner m³ som i huvudsak består av bergmassor och morän. Trängslet arbetar i par med den nedströms anlagda Åsens kraftstation som även den har ett betydande regleringsmagasin, på detta sätt effektiviseras driften i de nedströms liggande kraftverken.
Vid det före detta anläggarsamhällets baracker har Älvdalens skjutfält vuxit fram.

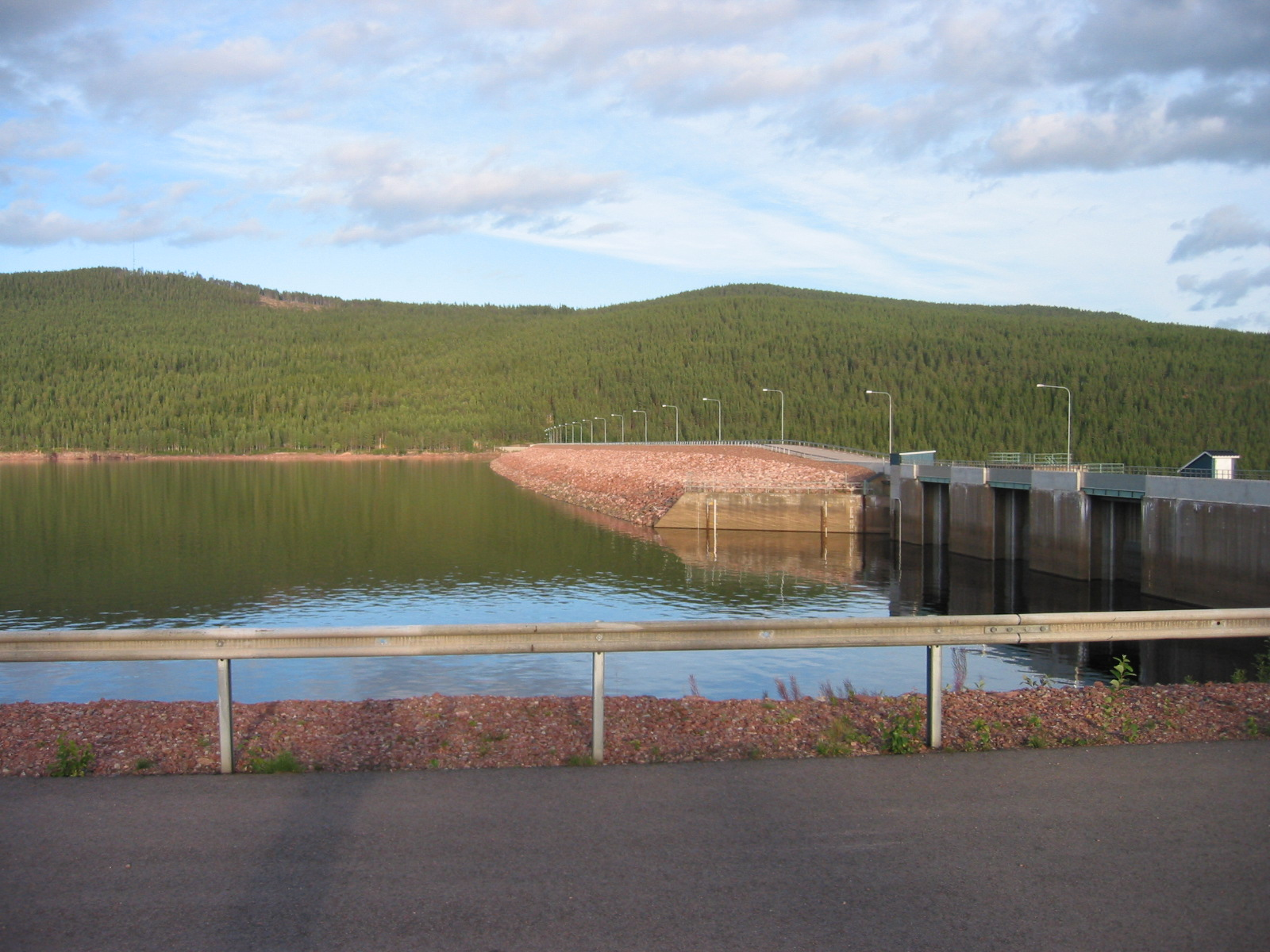
Vy över vattenmagasinet.
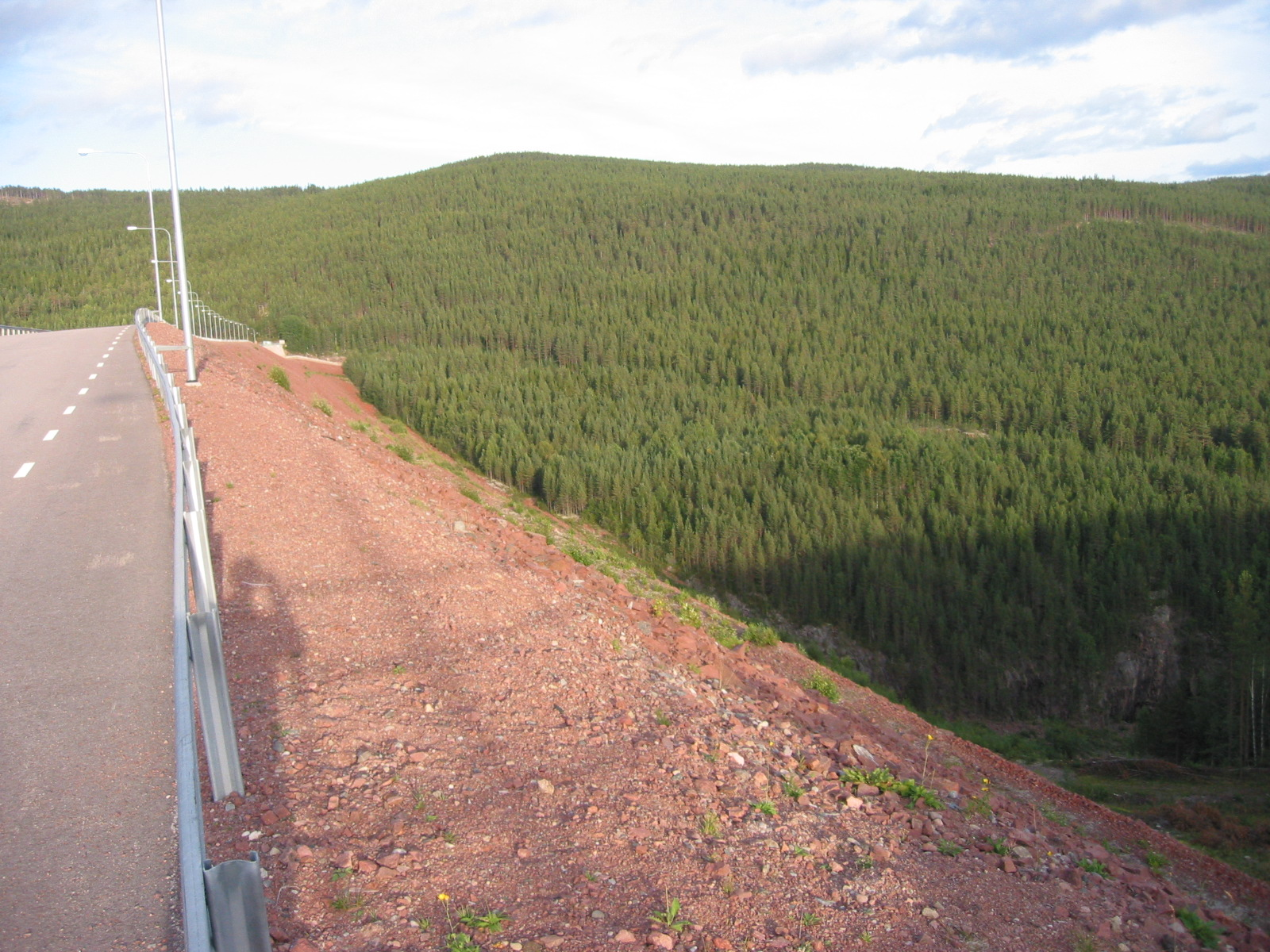
Utsikt från dammen ner mot den gamla älvfåran.
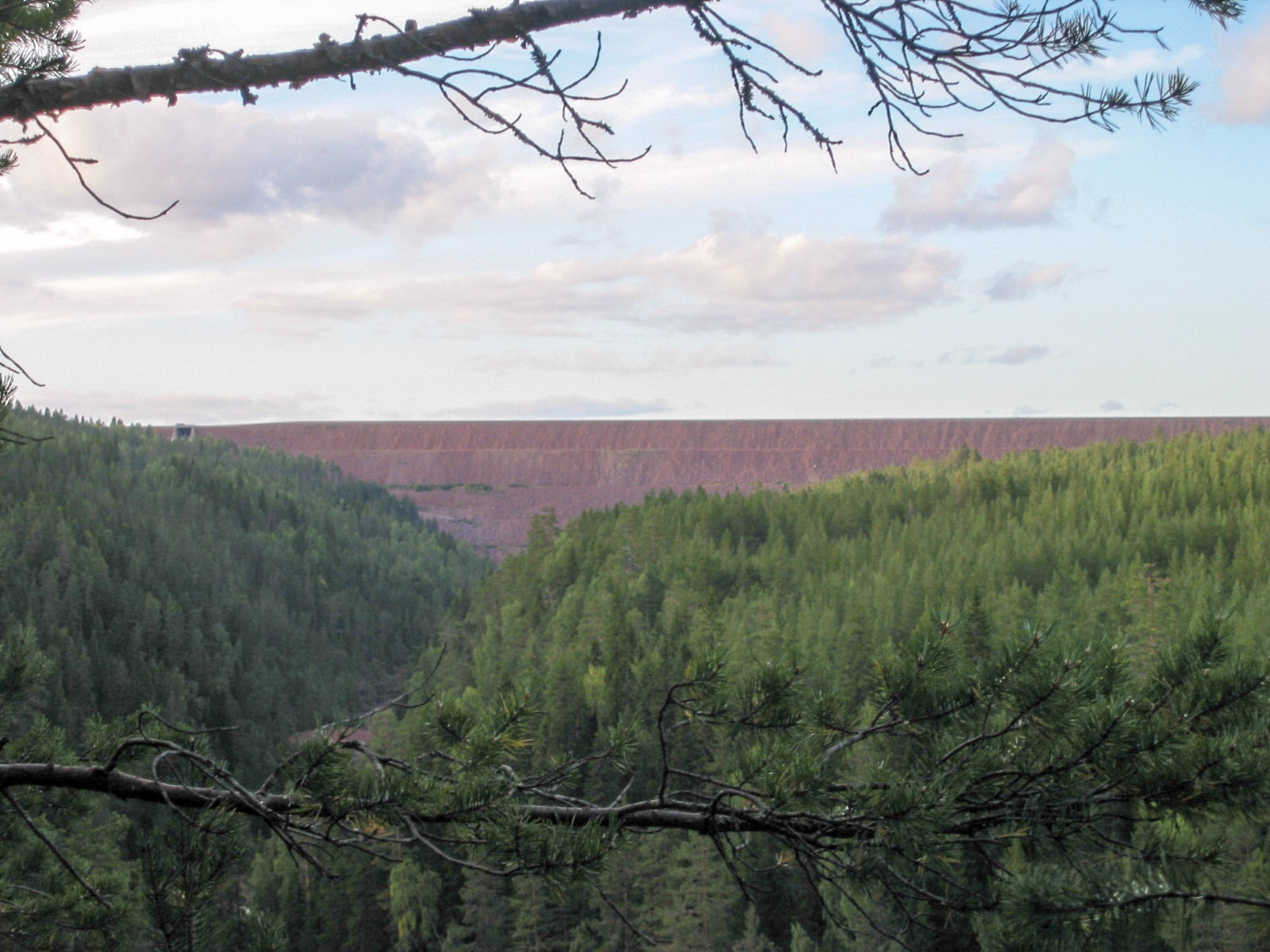
Dammen framifrån. Längst upp till vänster skymtar intaget som är med i första bilden.